# (6972) Helvetius
(6972) Helvetius es un asteroide perteneciente al cinturón de asteroides, descubierto el 4 de abril de 1992 por Eric Walter Elst desde el Observatorio de La Silla, Chile.

## Designación y nombre
Designado provisionalmente como 1992 GY3. Fue nombrado en memoria del famoso filósofo y enciclopedista francés Claude-Adrien Helvétius (1715-1771). Siendo aún muy joven leyó el Ensayo sobre el entendimiento humano de John Locke, que influyó en su vida. En 1758 se publicó De l'Esprit de Helvetius. El libro fue inmediatamente prohibido por el parlamento con el argumento de que era peligroso para el estado y la religión. Otra obra famosa, Les progrès de la raison dans la recherche (1775), defendía la idea de que todo conocimiento proviene de nuestras oraciones y que la moral debe basarse en un hedonismo racional y moderado. Propuso una jornada laboral de solo siete u ocho horas y apoyó la educación y la cultura para todos.

## Características orbitales
Helvetius está situado a una distancia media del Sol de 2,569 ua, pudiendo alejarse hasta 2,892 ua y acercarse hasta 2,246 ua. Su excentricidad es 0,126 y la inclinación orbital 6,359 grados. Emplea 1503,86 días en completar una órbita alrededor del Sol.

## Características físicas
La magnitud absoluta de Helvetius es 13,14. Tiene 6,878 km de diámetro y su albedo se estima en 0,492.